# Friedberger Straße 27 (Bad Vilbel)

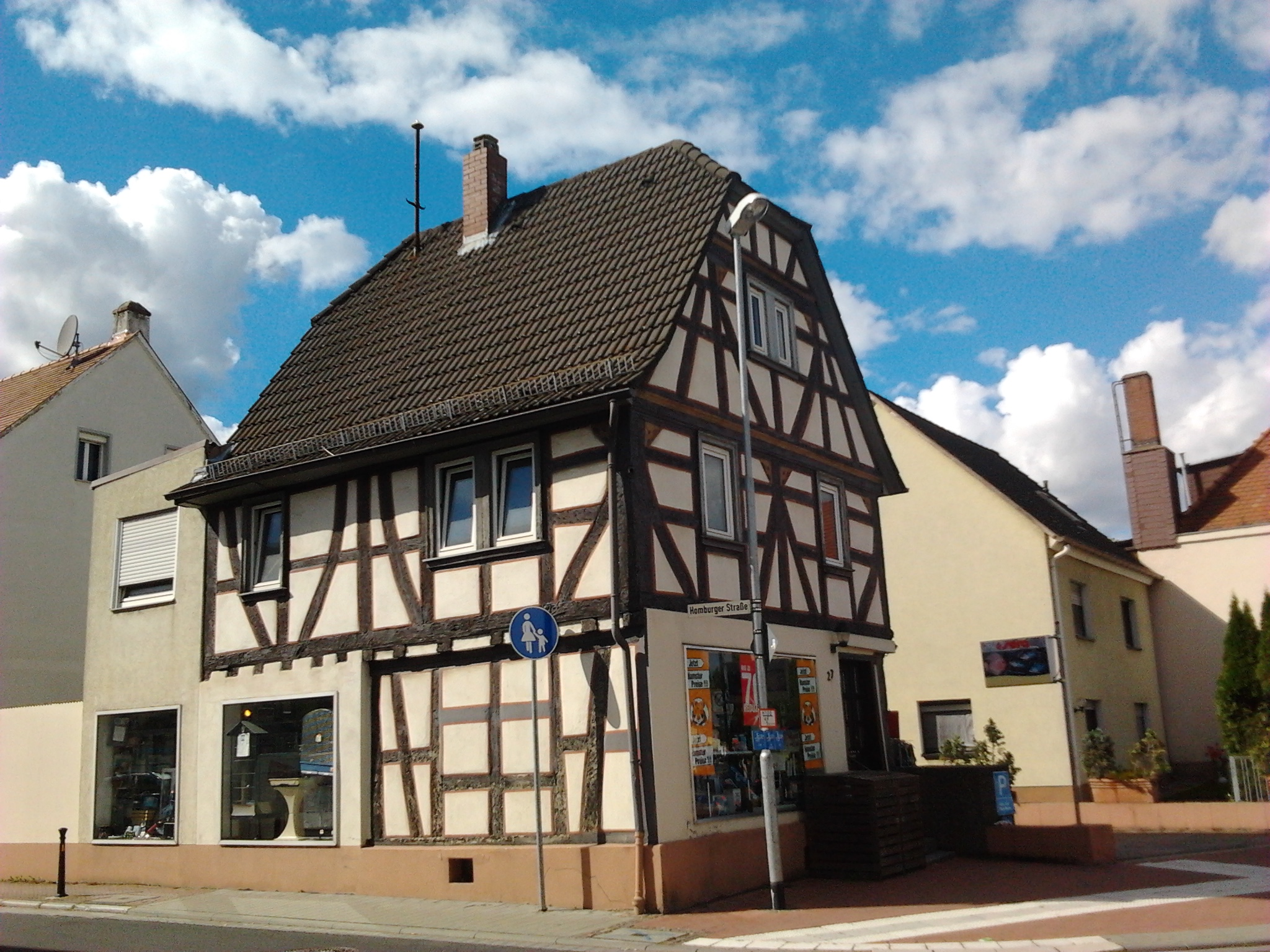
Haus Friedberger Straße 27 (2013)

Das Haus Friedberger Straße 27 in der südhessischen Stadt Bad Vilbel (Wetteraukreis) ist ein denkmalgeschütztes Fachwerkhaus aus der 1. Hälfte des 18. Jahrhunderts.
Das zweigeschössige Gebäude an der Ecke Friedberger Straße/Homburger Straße ist der letzte weitestgehend im Originalzustand befindliche Teil einer Hofanlage. Während das Erdgeschoss durch einen Anbau sowie die Integration eines Ladengeschäfts verändert wurde, sind Ober- und Dachgeschoss sowie das Krüppelwalmdach in ursprünglicher Form erhalten. Markant sind die als Mannformen ausgesteiften Pfosten an der Giebelseite sowie die profilierten Geschossversätze im Dach.
Die Anlage, die im 19. Jahrhundert eine Huf- und Nagelschmiede beherbergte, befindet sich am Rand des historischen Ortsteils Vilbel.